# 疏花剪股颖
疏花剪股颖（学名：Agrostis perlaxa）为禾本科剪股颖属下的一个种。